# Кіндратівка (Павлоградський район)
Кіндра́тівка — село в Україні, у Юр'ївській селищній громаді Павлоградського району Дніпропетровської області. Населення за переписом 2001 року становить 196 осіб. До 2017 орган місцевого самоврядування — Жемчужненська сільська рада.

## Географія
Село Кіндратівка знаходиться на правому березі річки Мала Тернівка, вище за течією на відстані 2 км розташоване село Миколаївка, нижче за течією на відстані 5 км розташоване село Бразолове, на протилежному березі — села Катеринівка, Варламівка і Мар'ївка.

## Історія
Станом на 1886 рік у селі Юр'ївської волості Павлоградського повіту Катеринославської губернії мешкало 654 особи, налічувалось 130 дворів.
Під час організованого радянською владою Голодомору 1932—1933 років помер щонайменше 121 житель села.
12 червня 2020 року, відповідно до розпорядження Кабінету Міністрів України № 709-р «Про визначення адміністративних центрів та затвердження територій територіальних громад Дніпропетровської області», увійшло до складу Юр'ївської селищної громади.
19 липня 2020 року, в результаті адміністративно-територіальної реформи та ліквідації Юр'ївського району, село увійшло до складу Павлоградського району.

## Населення

### Мова
Розподіл населення за рідною мовою за даними :
| Мова            | Кількість | Відсоток |
| --------------- | --------- | -------- |
| українська      | 181       | 92.35%   |
| російська       | 7         | 3.57%    |
| інші/не вказали | 8         | 4.08%    |
| Усього          | 196       | 100%     |

## Особистості
За деякими даними тут народився український письменник Олекса Стороженко, де його батько отримав землю.